# Clemente Biondetti

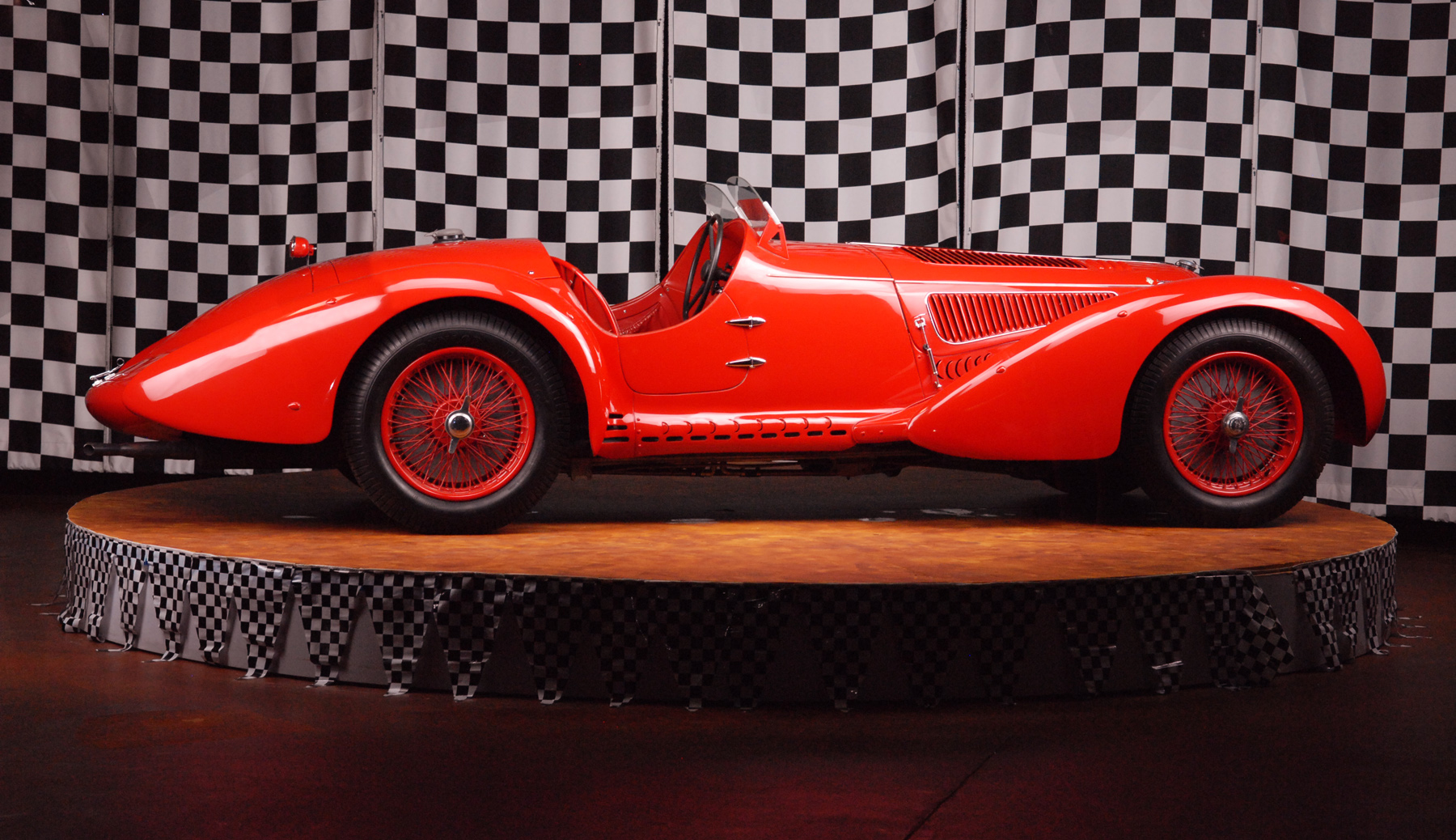
Alfa Romeo 8C 2900B, som Clemente Biondetti vann Mille Miglia med 1938.

Clemente Biondetti, född 18 augusti 1898 i Buddusò på Sardinien, död 24 februari 1955 i Florens, var en italiensk racerförare.
Biondetti började tävla med motorcykel, innan han gick över till bilsport. Han körde grand prix-racing under 1930-talet, men hade betydligt större framgångar i sportvagnsracing. Biondetti har vunnit flest segrar i Mille Miglia, fyra stycken, varav tre i rad mellan 1947 och 1949.

## F1-karriär
Biondetti deltog i ett Formel 1-lopp under sin karriär, i Italien 1950. Han körde en hemmabyggd bil med Ferrari-chassi och Jaguar-motor.
| Säsong | Stall/Tillverkare                   | Poäng | Placering |
| ------ | ----------------------------------- | ----- | --------- |
| 1950   | Clemente Biondetti (Ferrari-Jaguar) | 0     | -         |